# Hab
Hab és un riu del Pakistan, a la frontera entre les províncies del Sind i de Balutxistan. El seu curs és d'uns 380 km. Neix a la regió de Kalat, al Balutxistan, i corre cap al sud-est durant 40 km i després al sud durant uns 80 km i finalment al sud-oest la resta del seu curs, fins a desaiguar a la mar d'Aràbia prop del cap Monze. Exceptuat l'Indus, és l'únic riu perenne del Sind. La seva aigua abasteix a Karachi. Abunda en peixos. Els seus afluents principals són el Saruna, el Samotri i el Wira Hab.